# Lignes de bus ETUSA
Les lignes de bus ETUSA constituent une série de lignes que l'Entreprise de transport urbain et suburbain d'Alger (ETUSA) exploite à Alger et son agglomération.

## Réseau
Le réseau des lignes de bus de l'ETUSA est articulé autour de pôles qui sont les points d'origine des différentes lignes. Ces pôles se situent sur les grandes places de la capitale algérienne ou dans les principales villes de sa banlieue.
Les pôles se répartissent en deux groupes :
- les pôles principaux, qui constituent l'ossature du réseau sur laquelle repose le réseau ;
- les pôles secondaires, qui constituent la structure périphérique du réseau.

Les stations terminus de toutes les du réseau sont reliées soit à des pôles principaux soit à des pôles secondaires. Les lignes de bus se répartissent alors en trois catégories :
- les lignes reliant deux pôles principaux ;
- les lignes reliant un pôle principal à un pôle secondaire ;
- les lignes reliant un pôle principal ou un pôle secondaire à une station terminale.

Sur les plans du réseau de bus diffusé par l'Autorité organisatrice des transports urbains d'Alger, chaque pôle est représenté par une couleur distincte. Cette couleur est reprise pour l'ensemble des lignes ayant le même point d'origine. Les numéros des lignes sont inscrits dans un rond plein ou dans un cercle selon la nature du pôle d'origine :
- les lignes ayant pour origine un pôle principal sont représentées par un rond plein de la couleur du pôle principal ;
- les lignes ayant pour origine un pôle secondaire sont représentées par un cercle ayant la couleur du pôle secondaire.

| N° pôle | Nom pôle            | Commune      | Couleur du pôle | Logo des lignes |
| ------- | ------------------- | ------------ | --------------- | --------------- |
| 1       | Place du 1er Mai    | Sidi M'Hamed |                 | 1               |
| 2       | Place des Martyrs   | Casbah       |                 | 2               |
| 3       | Chevalley           | Bouzareah    |                 | 3               |
| 4       | Ben Aknoun          | Ben Aknoun   |                 | 4               |
| 5       | Place Maurice Audin | Alger-Centre |                 | 5               |
| 6       | Place Aïssat Idir   | Sidi M'Hamed |                 | 6               |
| 7       | Bachdjerrah         | Bachdjerrah  |                 | 7               |
| 8       | El Harrach          | El Harrach   |                 | 8               |

| N° pôle | Nom pôle                   | Commune         | Couleur du pôle | Logo des lignes |
| ------- | -------------------------- | --------------- | --------------- | --------------- |
| 11      | Zéralda                    | Zéralda         |                 | 11              |
| 12      | Chéraga                    | Chéraga         |                 | 12              |
| 13      | Station 2 Mai              | Alger-Centre    |                 | 13              |
| 14      | Aïn Naâdja                 | Djasr Kasentina |                 | 14              |
| 15      | Dergana                    | Bordj El Kiffan |                 | 15              |
| 16      | Birtouta                   | Birtouta        |                 | 16              |
| 17      | Rouïba                     | Rouïba          |                 | 17              |
| 18      | Eucalyptus                 | Les Eucalyptus  |                 | 18              |
| 19      | Baraki                     | Baraki          |                 | 19              |
| 20      | Hammedi                    | Hammedi         |                 | 20              |
| 21      | Haï El Badr                | El Magharia     |                 | 21              |
| 22      | Bab Ezzouar                | Bab Ezzouar     |                 | 22              |
| 23      | Sidi Abdellah              | Mahelma         |                 | 23              |
| 24      | Gare routière du Caroubier | Hussein Dey     |                 | 24              |

## Pôles
| N° ligne | Origine          | Destination                          |
| -------- | ---------------- | ------------------------------------ |
| 4        | Place du 1er Mai | Ben Omar                             |
| 10       | Place du 1er Mai | Bouzareah / Chevalley                |
| 14       | Place du 1er Mai | Station Kouba / Bir Mourad Raïs      |
| 15       | Place du 1er Mai | Grande Poste                         |
| 16       | Place du 1er Mai | El Madania                           |
| 27       | Place du 1er Mai | Station Kouba / Palais de la Culture |
| 34       | Place du 1er Mai | Birkhadem                            |
| 48       | Place du 1er Mai | Ben Aknoun                           |
| 79       | Place du 1er Mai | Aïn Naâdja                           |
| 88       | Place du 1er Mai | Hydra                                |
| 89       | Place du 1er Mai | Vieux Kouba                          |
| 90       | Place du 1er Mai | Basta Ali                            |
| 99       | Place du 1er Mai | Aïn Benian                           |
| 119      | Place du 1er Mai | Ardis / Safex (Foire)                |
| 126      | Place du 1er Mai | Ardis / Sablettes                    |

| N° ligne | Origine           | Destination                    |
| -------- | ----------------- | ------------------------------ |
| 6        | Place des Martyrs | Vieux Kouba / Place du 1er Mai |
| 12       | Place des Martyrs | Staoueli                       |
| 45       | Place des Martyrs | Bouzaraah                      |
| 58       | Place des Martyrs | Chevalley                      |
| 92       | Place Ferhani     | El Annasser                    |
| 100      | Place des Martyrs | Aéroport d'Alger               |
| 121      | Place des Martyrs | Ouled Chebel / Cité Chaïbia    |
| 127      | Place des Martyrs | Ardis / Sablettes              |
| 189      | Place des Martyrs | Oued Koriche                   |

| N° ligne | Origine   | Destination                    |
| -------- | --------- | ------------------------------ |
| 3        | Chevalley | Souidania / Bouchaoui          |
| 51       | Chevalley | Ouled Fayet / Plateau          |
| 59       | Chevalley | Sidi Youcef                    |
| 128      | Chevalley | Aïn Benian / Oued Beni Messous |
| 707      | Chevalley | Aïn Benian / Plateau           |
| 709      | Chevalley | Aïn Benian / Cité Belle Vue    |

| N° ligne | Origine    | Destination                               |
| -------- | ---------- | ----------------------------------------- |
| 21       | Bouzaréah  | Sidi Youcef                               |
| 43       | Ben Aknoun | Grande Poste                              |
| 44       | Ben Aknoun | Douera                                    |
| 50       | Ben Aknoun | Place des Martyrs                         |
| 120      | Aïn Benian | Ouled Chebel / Cité Chaïbia               |
| 179      | Ben Aknoun | Douera / Cité Abziou 2                    |
| 185      | Ben Aknoun | Station Kouba / Châteauneuf               |
| 194      | Ben Aknoun | Hydra / Voie Express                      |
| 722      | Ben Aknoun | Cité Mohamed Maouche                      |
| 723      | Ben Aknoun | Chevalley / Dely Ibrahim                  |
| 725      | Ben Aknoun | Baba Hassen (cité AADL)                   |
| 726      | Ben Aknoun | Bir Mourad Raïs / Saïd Hamdine            |
| 728      | Ben Aknoun | Saoula / Seballa / Cité 1600 logts        |
| 729      | Ben Aknoun | Cité 400 logts (Rahmania)                 |
| 730      | Ben Aknoun | Sidi Abdellah - Cité 1500 logts / Tessala |
| 734      | Ben Aknoun | Cité Beni Abdi (Khraicia)                 |
| 735      | Ben Aknoun | Birkhadem / Tixeraïne                     |

| N° ligne | Origine             | Destination                     |
| -------- | ------------------- | ------------------------------- |
| 31       | Place Maurice Audin | Hydra                           |
| 32       | Place Maurice Audin | El Madania                      |
| 33       | Place Maurice Audin | Station Kouba / Bir Mourad Raïs |
| 35       | Place Maurice Audin | Birkhadem                       |
| 36       | Basta Ali           | Palais du Peuple                |
| 37       | Grande Poste        | Oued Koriche                    |
| 39       | Place Maurice Audin | Aéroport d'Alger                |
| 40       | Place Maurice Audin | Chevalley / El biar             |
| 54       | Place Maurice Audin | El Mouradia                     |
| 57       | Grande Poste        | Ouled Fayet                     |
| 186      | El Anasser          | Diar Es Saâda                   |

| N° ligne | Origine           | Destination                  |
| -------- | ----------------- | ---------------------------- |
| 19       | Place Aïssat Idir | Bab Ezzouar                  |
| 94       | Place Aïssat Idir | Cité Mokhtar Zerhouni        |
| 169      | Place Aïssat Idir | Sidi M'Hamed (Birtouta)      |
| 193      | Place Aïssat Idir | Ain El Malha                 |
| 682      | Place Aïssat Idir | Cité Aïn Malha / Les Vergers |

| N° ligne | Origine     | Destination                                |
| -------- | ----------- | ------------------------------------------ |
| 18       | Bachdjerrah | Hôpital Militaire / Haï Badr & Vieux Kouba |
| 66       | Bachdjerrah | Place Aïssat Idir                          |
| 67       | Haï El Badr | Baraki / Ben Omar                          |
| 73       | Bachdjerrah | Station Kouba / Aïn Naâdja                 |
| 74       | Bachdjerrah | Place des Martyrs                          |
| 82       | Bachdjerrah | Aïn Naâdja                                 |
| 105      | Bachdjerrah | Baraki                                     |
| 125      | Bachdjerrah | Ardis / Sablettes                          |
| 174      | Bachdjerrah | Ben Aknoun                                 |

| N° ligne | Origine                             | Destination                              |
| -------- | ----------------------------------- | ---------------------------------------- |
| 1        | El Harrach                          | Place Aïssat Idir                        |
| 5        | El Harrach                          | Place des Martyrs                        |
| 80       | El Harrach                          | Station Kouba /Bachjerrah                |
| 102      | El Harrach                          | Birtouta                                 |
| 122      | El Harrach                          | Cité Chaibia                             |
| 123      | El Harrach                          | Sidi M'hamed (Birtouta)                  |
| 124      | El Harrach                          | Sidi Moussa                              |
| 168      | El Harrach                          | Sidi Moussa / Cité Kourifa et Eucalyptus |
| 681      | El Harrach                          | Sidi M'Hamed (Birtouta)                  |
| 684      | El Harrach                          | Cité 1200 logts                          |
| 692      | El Harrach                          | Ed-Dalia                                 |
| 693      | El Harrach                          | Eucalyptus / Cheraâba                    |
| 694      | El Harrach                          | Ramdanoa / El Djoumhouria                |
| 695      | El Harrach                          | Sidi Moussa / Eucalytus / Koutifa        |
| 696      | El Harrach                          | Ed-Dalia / Laaraibia                     |
| 700      | El Harrach                          | Dar El Beida / Beaulieu                  |
| 719      | Cité Abziou 1 (1400 logts) / Douera | El Harrach / Baraki                      |

| N° ligne | Origine                  | Destination                                   |
| -------- | ------------------------ | --------------------------------------------- |
| 210      | Zéralda                  | Station 2 Mai                                 |
| 214      | La Gare Ferroviaire      | Cité Aslan / Cité Atlas et Cité 5000 Logts    |
| 215      | Cité 1 Novembre Rahmania | Gare de Tessala El Merdja                     |
| 216      | Cité 600 Logts Baba      | Gare de Tessala El Merdja                     |
| 217      | Cité Abziou 2            | Gare de Tessala El Mardja / Cité 240          |
| 701      | Zéralda                  | Chevalley                                     |
| 712      | Zéralda                  | Douera / Ouled Fayet                          |
| 741      | Zéralda                  | Cité 1er Novembre (Rahmania) / Sidi Abdallah  |
| 742      | Zéralda                  | Zaâtria / Sidi Bennour                        |
| 743      | Zéralda                  | Ben Aknoun / Ain Allah                        |
| 744      | Zéralda                  | Staoueli                                      |
| 745      | Zéralda                  | Gare de Tessala El Merdja                     |
| 746      | Zéralda                  | Cité En-Najd / Sidi Menif                     |
| 747      | Zéralda                  | Ain Tagourait                                 |
| 748      | Zéralda                  | Village Agricole                              |
| 750      | Sidi Abdellah            | Gare de l'Université de Sidi Abdellah         |
| 751      | Sidi Bennour             | Sidi Abdellah / Cité 412 logts / Sidi Bennour |
| 752      | Zéralda                  | Zéralda                                       |

| N° ligne | Origine | Destination                             |
| -------- | ------- | --------------------------------------- |
| 702      | Chéraga | El Karia (Hôpital Zéralda) / Sidi Menif |

| N° ligne | Origine                    | Destination                        |
| -------- | -------------------------- | ---------------------------------- |
| 8        | Station 2 Mai              | Raïs Hamidou                       |
| 690      | Station 2 Mai              | Cité 1200 Logts / Houche El Gazouz |
| 691      | Station 2 Mai              | Eucalyptus                         |
| 716      | Cité Abziou 2 (Douera)     | Station 2 Mai                      |
| 736      | Cités Vertes (Ouled Fayet) | Station 2 Mai                      |

| N° ligne | Origine    | Destination                    |
| -------- | ---------- | ------------------------------ |
| 187      | Aïn Naâdja | Cités Aïn El Malha             |
| 188      | Aïn Naâdja | Djenane Sfari / Birkhadem      |
| 651      | Aïn Naâdja | Ben Aknoun / Bir khadem        |
| 652      | Aïn Naâdja | Bir Mourad Raïs / Aïn Mala     |
| 653      | Aïn Naâdja | Vieux Kouba / Place du 1er Mai |
| 656      | Aïn Naâdja | Gare routière du Caroubier     |

| N° ligne | Origine         | Destination                              |
| -------- | --------------- | ---------------------------------------- |
| 601      | Dergana         | Station 2 Mai /Ben Zerga                 |
| 603      | Dergana         | Aïn Taya / Cité Herraoua                 |
| 604      | Dergana         | El Kerrouche / Réghaia                   |
| 605      | Dergana         | El Marsa / Alger Plage et Hai el Mahdjer |
| 606      | Dergana         | Aïn Taya / Borj El Bahri                 |
| 608      | Dergana         | El Harrach/ Ben Zerga                    |
| 609      | Dergana         | Réghaia G.R / ZI Rouïba                  |
| 615      | Cité Diar Gharb | Aïn Taya / Café chergui                  |
| 617      | Dergana         | Station 2 Mai 1945 / Cité 1540 logts     |

| N° ligne | Origine                             | Destination                |
| -------- | ----------------------------------- | -------------------------- |
| 101      | Birtouta                            | Place des Martyrs          |
| 671      | Birtouta                            | Bir Mourad Raïs            |
| 674      | Birtouta                            | Ben Aknoun                 |
| 675      | Birtouta                            | Baraki                     |
| 676      | Birtouta                            | Ouled Chebel               |
| 677      | Birtouta                            | Cité Ben Abdi (Khraïcia)   |
| 717      | Cité Abziou 1 (1400 logts) / Douera | Birtouta / Douera, Tessala |

| N° ligne | Origine | Destination                     |
| -------- | ------- | ------------------------------- |
| 72       | Rouïba  | Place des Martyrs               |
| 623      | Réghaïa | El Harrach/ Rouïba              |
| 624      | Rouïba  | Réghaia Plage / ZI Rouïba       |
| 625      | Rouïba  | Station 2 Mai                   |
| 626      | Rouïba  | Réghaia Plage / Aïn Kahla       |
| 631      | Rouïba  | Benchoubane Centre              |
| 632      | Rouïba  | El Kerrouch / Zone industrielle |

| N° ligne | Origine    | Destination                    |
| -------- | ---------- | ------------------------------ |
| 683      | Eucalyptus | Baraki / Ronda                 |
| 697      | Eucalyptus | Ben Aknoun / Hôpital Militaire |
| 698      | Eucalyptus | Bachdjerrah                    |
| 699      | Eucalyptus | Vieux Kouba                    |

| N° ligne | Origine     | Destination                               |
| -------- | ----------- | ----------------------------------------- |
| 641      | Baraki      | Ben Aknoun / Aïn Malha                    |
| 642      | Baraki      | Station 2 Mai                             |
| 643      | Baraki      | El Harrach/ Hôpital Zmirli                |
| 644      | Baraki      | Eucalyptus / Sidi Moussa                  |
| 645      | Baraki      | Bir Mourad Raïs / Birkhadem (Les Vergers) |
| 646      | Baraki      | Ben Omar / Gué de Constantine             |
| 647      | Baraki      | Birkhadem / Aïn Naâdja                    |
| 648      | Sidi Moussa | Station 2 Mai                             |

| N° ligne | Origine | Destination         |
| -------- | ------- | ------------------- |
| 627      | Hammadi | Rouïba / Ouled Laid |
| 628      | Hammadi | Rouïba / Ben Amar   |
| 629      | Hammadi | Station 2 Mai       |
| 630      | Hammadi | El Harrach          |

| N° ligne | Origine     | Destination   |
| -------- | ----------- | ------------- |
| 98       | Bab Ezzouar | Place Ferhani |

| N° ligne | Origine       | Destination   |
| -------- | ------------- | ------------- |
| 211      | Sidi Abdellah | Ben Aknoun    |
| 731      | Sidi Abdellah | Chevalley     |
| 732      | Sidi Abdellah | Station 2 Mai |

| N° ligne | Origine                    | Destination       |
| -------- | -------------------------- | ----------------- |
| 113      | Gare routière du Caroubier | Place des Martyrs |
| 178      | Gare routière du Caroubier | Aéroport d'Alger  |

## Lignes
Le réseau de lignes de bus de l'ETUSA comprend les :
- lignes de bus ETUSA de 1 à 99 ;
- lignes de bus ETUSA de 100 à 199 ;
- lignes de bus ETUSA de 200 à 299 ;
- lignes de bus ETUSA de 600 à 699 ;
- lignes de bus ETUSA de 700 à 799.

## Provenance des données
Les données sur les numéros de lignes et les trajets de celles-ci proviennent des plans de lignes de l'ETUSA et de l'AOTU-A,.